# Grone (Göttingen)
Grone (niederdeutsch Chraune) ist ein Stadtteil der Universitätsstadt Göttingen in Niedersachsen.

## Geographie
Grone liegt im Westen von Göttingen in der Ebene des Leinetals, aus der sich stadtwärts zwischen Grone und der Leine der flache Egelsberg erhebt. Durch den Ort fließt der gleichnamige Fluss Grone, in den im Ortskern der Rehbach mündet. Westlich des besiedelten Bereichs durchschneidet die in Nord-Süd-Richtung verlaufende Autobahn 7 das Ortsgebiet, bevor das Gelände westlich des Ortes zur Dransfelder Hochebene ansteigt.

## Geschichte

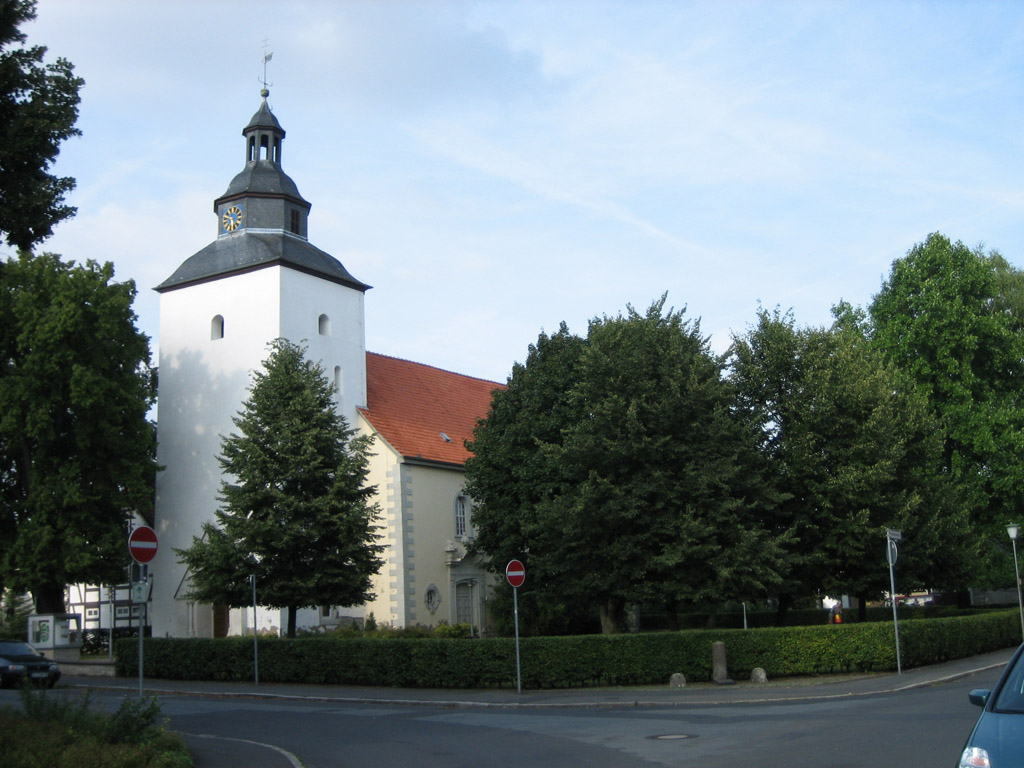
Die St.-Petri-Kirche im Altdorf Grone

Das Gebiet des heutigen Grone ist seit der frühen Jungsteinzeit besiedelt, wie zahlreiche Fundstellen der bandkeramischen Kultur zeigen. Eine dieser Fundstellen ist die Bandkeramische Siedlung Göttingen-Grone, die beim Bau eines Einkaufszentrums in den 1990er Jahren von der Göttinger Stadtarchäologie großflächig ausgegraben wurde. Vereinzelt finden sich auch eisenzeitliche Besiedlungsspuren. Die barocke St.-Petri-Kirche wurde 1754 eingeweiht.
Im Zweiten Weltkrieg fielen am 1. Januar 1945 bei einem Luftangriff Bomben auf Grone. Dabei wurde ein Haus im Lütjen Steinsweg zerstört und fünf Menschen kamen ums Leben. Nordöstlich von Grone befand sich die Kaiserpfalz Grona.

### Ortsentwicklung seit der Eingemeindung

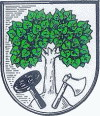
Wappen des Göttinger Stadtteils Grone

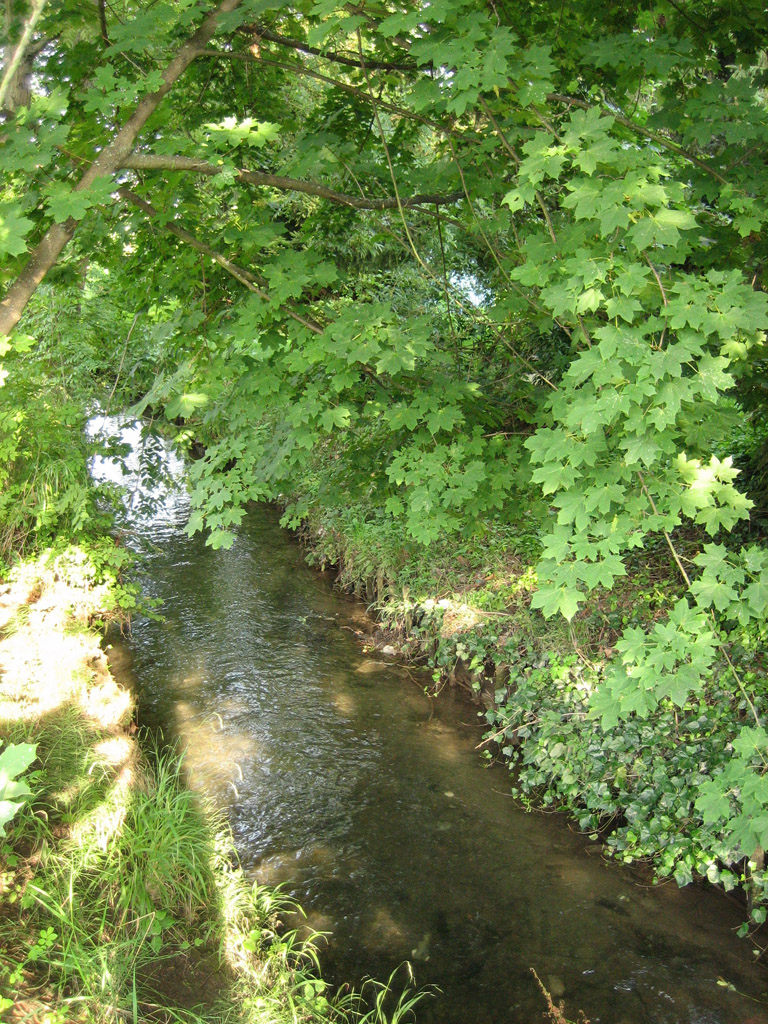
Der Bach Grone durchfließt den nördlichen Teil der Ortschaft

Bis zur Eingemeindung, die am 4. Juli 1964 in Kraft trat, war Grone ein eigenständiges Dorf. Durch das Wachstum der Stadt gingen die beiden Orte ineinander über; zusätzlich zum alten Ortskern gibt es inzwischen die Bereiche Grone-Nord und Grone-Süd. Die Kasseler Landstraße, die die A 7 mit dem Innenstadtbereich von Göttingen verbindet, trennt Grone-Süd von den anderen Teilen.
Im Norden beziehungsweise nördlich von Grone auf dem Gelände des ehemaligen Militärflugplatzes gibt es ein großes Industriegebiet, welches durch den Zuzug industrieller Betriebe (zum Beispiel Lambda Physik, Sartorius AG, Nanofilm Technologie GmbH, Trinos) immer weiter anwächst. Mehrere Einkaufszentren locken Besucher aus Stadt und Landkreis an. Historische Betriebe wie die Saline Luisenhall, die letzte europäische Pfannensiederei, haben ihren Sitz in Grone.
Das Wohngebiet in Grone-Süd hat sich seit der Erbauung zu einem sozialen Brennpunkt entwickelt und dadurch bei der Bevölkerung einen schlechten Ruf bekommen. Seit einigen Jahren soll dieser soziale Brennpunkt durch Eingliederungsprojekte entschärft werden. Nach und nach wird versucht, durch Projekte der EU, des Bundes, des Landes Niedersachsen, der Stadt Göttingen und des Ortsrates Grone eine Verbesserung der Situation zu erreichen.
Ein Doppelmord an zwei Frauen auf der Straße „Zollstock“ sorgte im September 2019 für landesweite Schlagzeilen.

### Ortsname
In der alten Form heißt der Name Grone „Gronaha“ (Grone = Grün, aha = Ache = Wasser). Es handelt sich um eine Übertragung auf den Ort und hat seinen Ursprung in dem grünen Pflanzenwuchs des Baches. Auf Plattdeutsch wurden die Groner auch die "Chreunschen" genannt, also die Grünen. Die Fußballmannschaften des FC Grone tragen noch heute grün-weiße Kleidung.

### Einwohnerentwicklung
Entwicklung der Einwohnerzahl in Grone:
| - 1448: 239 Einwohner - 1600: 630 Einwohner - 1689: 566 Einwohner - 1742: 711 Einwohner - 1746: 783 Einwohner - 1821: 976 Einwohner | - 1848: 1066 Einwohner - 1885: 1451 Einwohner - 1905: 2175 Einwohner - 1950: 4005 Einwohner - 1970: 9595 Einwohner - 2000: 12270 Einwohner |

## Politik
Grone hat einen Ortsrat, der 13 Mitglieder umfasst. Seit der Kommunalwahl 2021 ist dieser wie folgt besetzt:
| Ortsrat Grone 2021Insgesamt 13 Sitze - Linke: 1 - SPD: 6 - Grüne: 2 - FDP: 1 - CDU: 3 |

## Religion und Kirchen

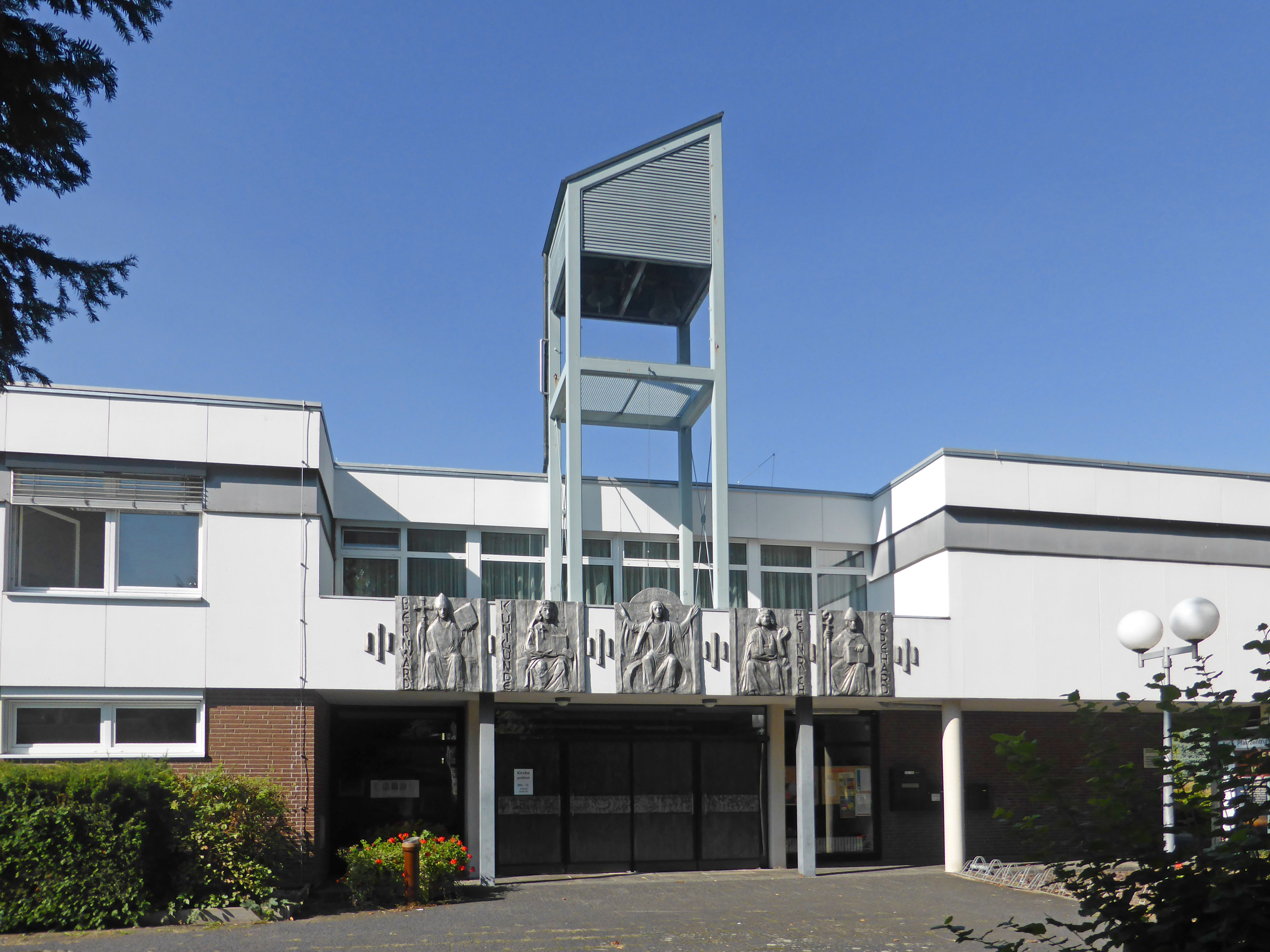
Eingang der Kirche St. Heinrich und Kunigunde (2021)

Mit der Reformation im 16. Jahrhundert wurde Grone protestantisch geprägt.
Die evangelisch-lutherische St.-Petri-Kirche ist die älteste Kirche in Grone, ihre Kirchengemeinde gehört zum Kirchenkreis Göttingen der Evangelisch-lutherischen Landeskirche Hannovers. 
Nachdem sich nach dem Zweiten Weltkrieg durch Flüchtlinge auch in Grone die Zahl der Katholiken vergrößerte, wurde 1959 am Greitweg die St.-Godehard-Kapelle errichtet. Ihr Patrozinium erinnert an den heiligen Godehard von Hildesheim, der 1022 in der nahegelegenen Pfalz Grona durch Kaiser Heinrich II. zum Bischof von Hildesheim berufen wurde.
1971/72 folgte der Bau der Kirche St. Heinrich und Kunigunde, der jüngsten der sechs römisch-katholischen Kirchen in Göttingen. Das Patrozinium Kaiser Heinrich II. und seiner Ehefrau Kunigunde von Luxemburg wurde gewählt, weil Kaiser Heinrich II. 1024 in der nahegelegenen Pfalz Grona verstarb. Seit 2008 gehört die Kirche zur „Katholischen Pfarrgemeinde St. Godehard, Göttingen“.